# روبرت وولي
روبرت وولي (بالإنجليزية: Robert W. Woolley)‏ ‏(29 أبريل 1871 – 15 ديسمبر 1958) سياسي أمريكي ديمقراطي من العاصمة واشنطن.
تولى منصب مدير مصلحة سك العملة من 1915 إلى 1916. وعضو لجنة التجارة بين الولايات في عام 1920. وكان من منتقدي الاستهلاك الأمريكي للوقود.